# Diores univittatus
Diores univittatus är en spindelart som beskrevs av Albert Tullgren 1910. Diores univittatus ingår i släktet Diores och familjen Zodariidae.
Artens utbredningsområde är Tanzania. Inga underarter finns listade i Catalogue of Life.